# Barcenillas de Cerezos
Barcenillas de Cerezos es una entidad de población española del municipio de Merindad de Sotoscueva, perteneciente a la provincia de Burgos, en la comunidad autónoma de Castilla y León.

## Historia
Hacia mediados del siglo XIX, el lugar, ya por entonces perteneciente al municipio de Merindad de Sotoscueva, tenía contabilizada una población de 31 habitantes. Aparece descrito en el cuarto volumen del Diccionario geográfico-estadístico-histórico de España y sus posesiones de Ultramar de Pascual Madoz con las siguientes palabras:

BARCENILLAS DE CEREZOS: l. en la prov., dióc., aud. terr. y c. g. de Búrgos (16 leg.), part. jud. de Villarcayo (3), ayunt. de la merind. de Sotoscueba, cuya reunion se celebra en Cornejo: sit. en una llanura con buena ventilacion y clima saludable. Tiene 18 casas con solo piso bajo de 14 á 18 pies de elevacion; una igl. parr. bajo la advocacion de San Martin, servida por un cura que por oposicion proveeel diocesano en patrimoniales; una fuente de buenas y abundantes aguas para el surtido del vecindario, y un cementerio en parage bien ventilado. Confina por N. con Espinosa de los Monteros, E. Hornilla la Torre, S. Redondo y O. San Pedro. El terreno es parte tenaz y fuerte, y el resto arenoso, dividiénsoe en primera, segunda y tercera suertes, de las cuales cuenta la primera 45 fan. de tierra sembradura, 80 la segunda y 125 la tercera que prod. comunmente 4 á 7 por uua: sus montes estan pobl. de abundante arbolado de diferentes especies. Riegan el térm. muchos arroyos que bajan de la sierra corriendo de NO. á SE.; cuyas aguas van á incorporarse con el r. Trueva. Los caminos son de servidumbre y el correo se recibe de la cab. de part.: prod. trigo, maiz, centeno, legumbres y lino; ganado vacuno, lanar y de cerda; y caza de palomos torcaces, algunas perdices y liebres, encontrándose tambien en la sierra corzos, jabalies, zorros y lobos. Su ind. está reducida á la labranza y ganaderia; pobl.: 8 vec., 31 alm.: cap. prod.: 136,000 rs : imp.: 10,497.
(Madoz, 1846, p. 66)

En 2024, la entidad singular de población de Barcenillas de Cerezos tenía empadronados 22 habitantes, todos ellos en el núcleo de población de ese nombre.